# روبرت بارك كاميرون
روبرت بارك كاميرون هو دبلوماسي كندي، ولد في 15 أكتوبر 1920 في مونتريال في كندا، وتوفي في 12 مارس 2012 في أوتاوا في كندا.